# LVA-Antenne

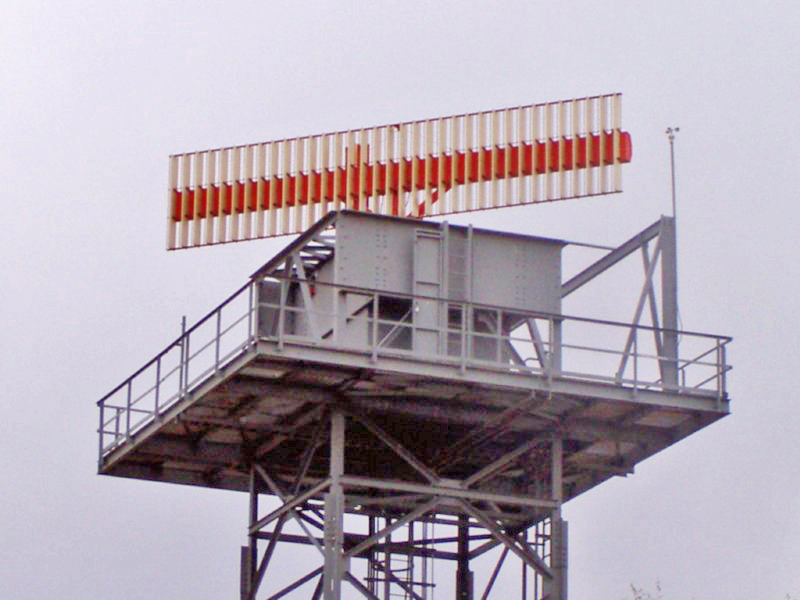
Sekundärradar (SSR) der Deutschen Flugsicherung (DFS) mit LVA-Antenne (bei Neubrandenburg/Mecklenburg-Vorpommern)

Als Large Vertical Aperture Antenna (LVA, dt. große Vertikale Aperture Antenne) werden mittlerweile zweidimensionale horizontale vertikal polarisierte Antennen-Arrays bezeichnet, die aus mehreren horizontal nebeneinander angeordneten vertikalen Antennen-Arrays bestehen. Jedes vertikale Antennen-Array besteht aus mehreren vertikal übereinander angeordneten Antennen, die je nach benötigtem Vertikal- bzw. Elevations-Antennendiagramm, z. B. Cosecans²-Diagramm, einzeln mit der zur Bildung des benötigten Elevations-Antennendiagramm notwendigen Signal-Leistung und -Phase gespeist werden. Bevor der Begriff LVA-Antenne etabliert war, wurde z. B. auch der Begriff ATCRBS Open Array Antenna (Five-Foot) verwendet. Durch die Anzahl der vertikalen Antennen, die ein Vertical Antenna Array bilden, wird sowohl der Antennen-Gewinn als auch Elevations-Antennendiagramm bestimmt. Das Elevations-Antennendiagramm ist in weiten Bereichen formbar in dem die einzelnen Antennen gesondert mit der hierzu notwendigen Leistung und Phase gespeist werden. Der Gewinn einer LVA-Antenne wird durch den Gewinn eines einzelnen vertikalen Antennen-Arrays und der Anzahl der horizontal zusammengeschalteten vertikalen Antennen-Arrays bestimmt.

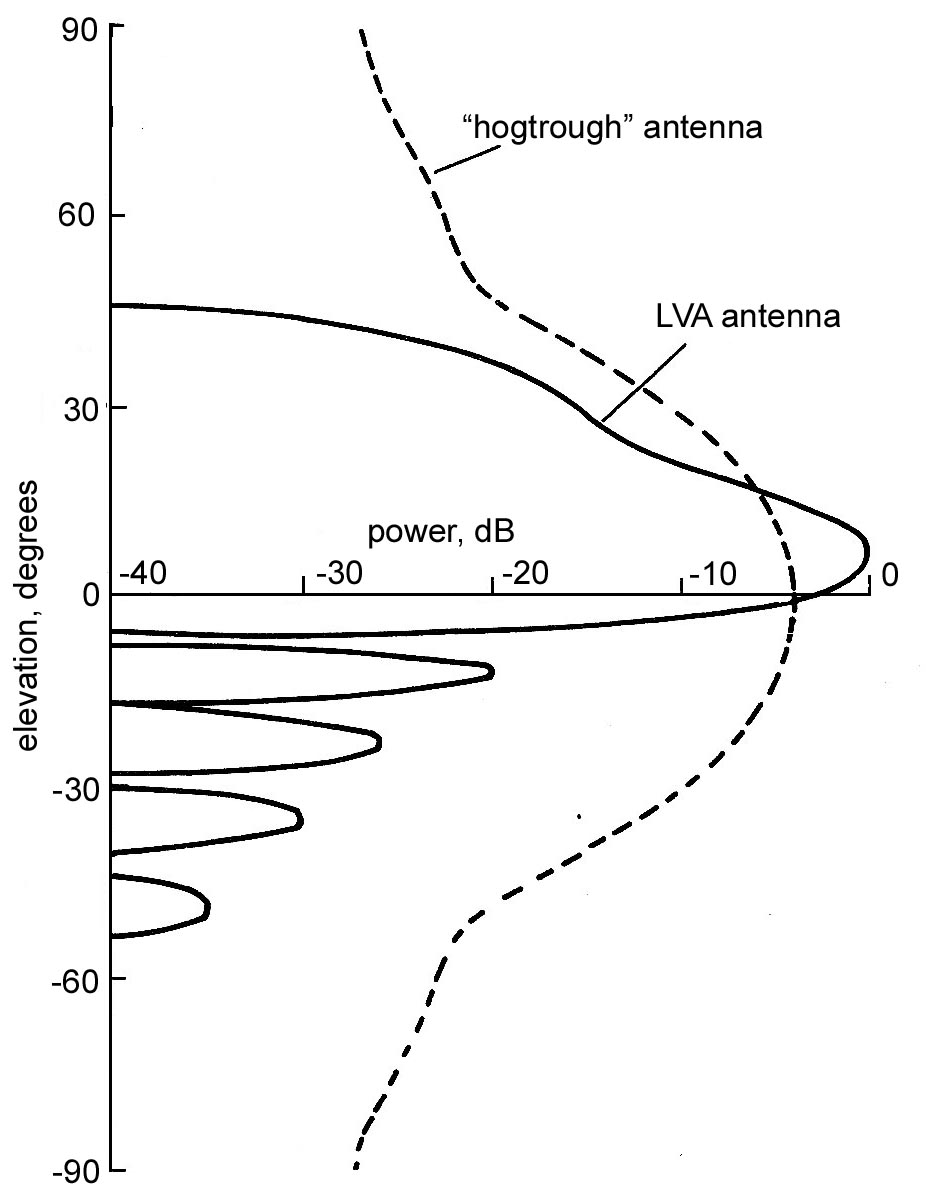
Vergleich der prinzipiellen vertikalen Antennendiagramme von Hogtrough- vs. LVA-Antennen-Arrays und Nutzung von PSR-Antennen-Spiegeln für SSR-Radar

Vor der Verfügbarkeit von LVA-Antennen für SSR- und IFF-Radarsensoren wurde durch zusätzliche Dipole im Brennpunkt von PSR-Radar-Spiegel mit cosec²-förmige Elevations-Antennendiagramme (s. Cosecans²-Diagramm) von PSR-Radarsensoren mitgenutzt um auch für die SSR- und IFF-Radarsensoren cosec² förmige Elevations-Antennendiagramme. Cosec² förmige Elevations-Antennendiagramme ermöglichen eine gleichmäßige Erfassung von SSR- und IFF-Transpondern in Luftfahrzeugen bis ca. 40° Elevation bezogen auf die Horizontalebene der Antenne des Radarsensors. Im Gegensatz zur Verwendung von Hogtrough-Antennen für SSR- und IFF-Radarsensoren, die (bezogen auf die Horizontalebene) ein symmetrisches Elevations-Antennendiagram besitzen und damit auch bei niedrigen und negativen Elevationswinkeln einen größeren Antennengewinn aufweisen, besitzen diese cosec²-förmige Elevations-Antennendiagramme und somit bei niedrigen oder negativen Elevationswinkeln einen stark reduzierten Antennengewinn. Dadurch minimieren LVA-Antennen den Mehrwegempfang von Signalen über Reflexionen auf einem indirekten Weg, z. B. über Reflexionen am Erdboden, Gelände oder Gebäuden, wodurch die Wahrscheinlichkeit des Auftretens von Falschantworten bzw. unkorrekter Ortung reduziert wird.
Bei Monopulse-fähigen Empfängern wird durch Aufteilung der LVA-Antenne in einen linken und einen rechten Teil und durch eine separate Verarbeitung in mehreren Empfängern bei gleichem Antennengewinn eine Zielschärfung im Azimut erreicht. Dies ist äquivalent zu einer Antenne mit höherem Gewinn, die eine schmälere Breite des Main Beams besitzt. Ein weiterer Vorteil von Monopulse-fähigen Empfängern ist, das nur eine Ziel-Antwort zur Bestimmung der Zielmitte notwendig ist.